# Abd al-Muhsin as-Saadoun
 (mai 2011).
Si vous disposez d'ouvrages ou d'articles de référence ou si vous connaissez des sites web de qualité traitant du thème abordé ici, merci de compléter l'article en donnant les références utiles à sa vérifiabilité et en les liant à la section « Notes et références ».
Abd al-Muhsin Bey as-Sa'dun (عبد المحسن السعدون ; né en 1879 et mort en 1929) était un homme politique irakien, il a exercé à quatre reprises la charge de premier ministre du royaume d'Irak durant la période du mandat britannique.

## Biographie
Tout d'abord officier dans l'armée ottomane, il a servi d'aide de camp au sultan Abdülhamid II. Il retourne ensuite en Irak, ou après la Première Guerre mondiale il défend la présence britannique dans le pays.
Durant son troisième mandat, il a négocié deux traités importants, un deuxième traité anglo-irakien qui fait de la région kurde de Mossoul une région irakienne, et un traité turco-irakien ou l'Irak s'engage à rétribuer la Turquie à hauteur de 10 % avec les recettes pétrolières de la région de Mossoul (région qui était revendiqué par la Turquie).
En 1929, il se suicide dans son bureau, mais les membres de sa famille démentent et pensent plutôt qu'il s'agissait d'un assassinat.